# Naohito Fujiki
Naohito Fujiki (藤木 直人?, Fujiki Naohito; Chiba, 19 luglio 1972) è un attore e cantante giapponese.

## Biografia
Ha iniziato la sua carriera nel mondo dello spettacolo nel campo della musica Jpop e rock, dove tra il 1999 e il 2009, ha prodotto 8 album e 15 singoli. In seguito è passato alla televisione, dove ha recitato come personaggio di rilievo e co-protagonista in molti dorama di successo.
I suoi primi ruoli importanti sono quelli avuti nel film degli anni '90 HanaYori Dango, dove interpreta la parte di Rui e in Great Teacher Onizuka; in Antique Cake Store fa la parte del cuoco con un complesso sentimentale; in Itoshi Kimi e è il protagonista e in Hotaru no hikari affianca Haruka Ayase; in Proposal Daisakusen fa il rivale in amore di Yamapi. Nel 2013 appare in Last Cinderella dove rivaleggia con Haruma Miura.
Ha un fratello più vecchio ed è sposato dal 2005 con due figli.

## Filmografia

### Cinema
- Hana Yori Dango (1995)
- That's Cunning! Shijō Saidai no Sakusen?, regia di Hiroshi Sugawara (1996)
- Nurse no Oshigoto - The Movie (2002)
- Dragon Head (2003)
- G@me, regia di Satoshi Isaka (2003)
- Jam Films S (2005)
- Hana Yori Dango Final (2008)
- 20th Century Boys 2: The Last Hope, regia di Yukihiko Tsutsumi (2009)
- 20th Century Boys 3: Redemption, regia di Yukihiko Tsutsumi (2009)
- Baby, Baby, Baby! (2009)
- Hotaru no hikari - Il film, regia di Hiroshi Yoshino (2012)
- Fullmetal Alchemist - La vendetta di Scar, regia di Fumihiko Sori (2022)

### Televisione
- Sekaide Ichiban Yasashii Ongaku (Fuji TV, 1996)
- Meitantei Hokenshitsu no Obasan (TV Asahi, 1997)
- Don't Worry (Fuji TV, 1998)
- Great Teacher Onizuka - Ryuji Saejima (Fuji TV, 1998)
- Happy Mania (Fuji TV, 1998)
- Nanisama! - Takasugi Makio (TBS, 1998)
- Oni no Sumika (Fuji TV, 1999)
- PS Genki desu, Shunpei (TBS, 1999)
- Asuka - Hayata Shunsaku (NHK, 1999)
- Nurse no Oshigoto 3 (Fuji TV, 2000)
- Platonic Sex - Tanba (Fuji TV, 2001, storia di 4)
- Antique Cake Store - Yusuke Ono (Fuji TV, 2001)
- Hatsu Taiken - Hirota Takumi (Fuji TV, 2002)
- Nurse no Oshigoto 4 (Fuji TV, 2002)
- Kou Kou Kyoushi 2003 - Koga Ikumi (TBS, 2003)
- Taikoki - Oda Nobunaga (Fuji TV, 2003)
- Itoshi Kimi e - Azumi Shunsuke (Fuji TV, 2004)
- Shukumei - Uryu Akihiko (WOWOW TV, 2004)
- Slow Dance - Serizawa Eisuke (Fuji TV, 2005)
- Hoshi ni Negai Wo (Fuji TV, 2005)
- Tsumiki Kuzushi Shinso (2005)
- Ichi rittoru no namida - Mizuno Hiroshi (Fuji TV, 2005)
- Kobayakawa Nobuki no Koi - Nishi Kyosuke (Fuji TV, 2006)
- Galcir - Kitajima Shinnosuke (NTV, 2006)
- Messagge - Sugiyama Toshi (MBS, 2006)
- Ichi rittoru no namida SP - Mizuno Hiroshi (Fuji TV, 2007)
- Proposal Daisakusen - Tada Tetsuya (Fuji TV, 2007)
- Hotaru no hikari come Takano Seiichi (NTV, 2007)
- Shibatora - Fujiki Kojiro (Fuji TV, 2008)
- Proposal Daisakusen SP come Tada Tetsuya (Fuji TV, 2008)
- Around 40 - Okamura Keitaro (TBS, 2008)
- Ikemen Sobaya Tantei - Higuchi Juntaro (NTV, 2009)
- Yako no Kaidan - Sayama Michio (TV Asahi, 2009)
- Ikemen Shin Sobaya Tantei - Higuchi Juntaro (NTV, 2009)
- Naka nai a Kimeta Hi (Fuji TV, 2010)
- Saigo no Yakusoku (Fuji TV, 2010)
- Hotaru no hikari 2 - Takano Seiichi (NTV, 2010)
- Love Revolution - Suga Eiichiro (Fuji TV, 2001)
- Control ~ Hanzai Shinri Sousa (Fuji TV, 2011)
- Shiawase Narou ni yo (Fuji TV, 2011)
- Sengyou Shufu Tantei ~ Watashi wa Shadow (TBS, 2011)
- Taira no Kiyomori (NHK, 2012)
- Mikeneko Holmes no Suiri (NTV, 2012)
- Priceless (serie televisiva) (Fuji TV, 2012)
- Onna Nobunaga (Fuji TV, 2013)
- Last Cinderella (Fuji TV, 2013)
- 37.5 °C no namida (TBS, 2015)

- Boku no satsui ga koi wo shita (ボクの殺意が恋をした?) – serie TV (2021)
- Koi nante, honki de yatte dousuruno? (恋なんて、本気でやってどうするの？?) – serie TV (2022)